# Жуантобе (Келеський район)
Жуантобе́ (каз. Жуантөбе) — село у складі Келеського району Туркестанської області Казахстану. Входить до складу Актобинського сільського округу.
У радянські часи село називалось 22 Партз'їзд.
Населення — 1186 осіб (2021; 825 у 2009, 572 у 1999, 528 у 1989).